# Lakeer – Forbidden Lines
Lakeer – Forbidden Lines – bollywoodzki film akcji z 2004 roku wyreżyserowany przez debiutującego choreografa Ahmeda Khana.

## Fabuła
Arjun Rana (Sunny Deol), gangster o złotym sercu w jednych budzi strach, w innych podziw i szacunek. Wdzięczny za przysposobienie na syna, przejął po swoim ojcu bogactwo, władzę nad gangsterskim imperium i opiekę nad młodszym bratem Karanem (Sohail Khan). Kocha go ponad życie. Gotów jest wszystko dla niego poświęcić.
Równie troskliwy jest wobec swojego młodszego brata, żyjący w tym samym mieście, groźny w bójce  Sanju (Sunil Shetty). Ciężko pracuje w warsztacie samochodowym, by jego Saaihil (John Abraham) mógł kształcić się u boku bogatych. W college’u krzyżują się losy Karana i Saahila. Serca obu biją żywo na widok dziewczyny, która wybierze jednego z nich.

## Obsada
- Sunny Deol – Arjun Rana
- Sunil Shetty – Sanju
- John Abraham – Saahil
- Sohail Khan – Karan Rana
- Nauheed Cyrusi – Bindiya
- Vrajesh Hirjee – Brij
- Rajendranath Zutshi

## Muzyka
- Muzyka: A.R. Rahman
- Teksty: Mehboob

1. "Nachley" (Daler Mehndi, Kunal Ganjawala)
2. "Paighaam" (Shaan, Kavita Krishnamurthy)
3. "Sadiyaan" (Hariharan, Sadhana Sargam, Udit Narayan)
4. "Offho jalta hai" (Asha Bhosle, Sonu Nigam)
5. "Rozana" (Viva)
6. "Shehzaade" (Kunal Ganjawala)